# Yves Alix (bibliothécaire)
Pour les articles homonymes, voir Yves Alix et Alix.
Yves Alix est un bibliothécaire français né le 19 septembre 1953.
Directeur de département à la Bibliothèque nationale de France et inspecteur général, il est directeur de l'École nationale supérieure des sciences de l'information et des bibliothèques de juillet 2015 à 2019.

## Biographie
De 1992 à 2000, Yves Alix dirige le service technique des bibliothèques de la ville de Paris avant de prendre la charge des questions scientifiques et des nouveaux projets.
Il est rédacteur en chef du Bulletin des bibliothèques de France de 2006 à 2009, puis directeur du département de l'Information bibliographique et numérique (2009-2011) de la Bibliothèque nationale de France.
Il rejoint l'inspection générale des bibliothèques en octobre 2011.
Par décret du 20 juillet 2015, il est nommé directeur de l'Enssib.